# Садівська сільська рада (Луцький район)
| Садівська сільська рада — орган місцевого самоврядування у Луцькому районі Волинської області з адміністративним центром у с. Садів. Сільській раді підпорядковані населені пункти: - с. Садів - с. Кошів |

## Склад ради
Рада складається з 16 депутатів та голови.

## Керівний склад сільської ради
| ПІБ                  | Основні відомості                                                             | Дата обрання | Дата звільнення |
| -------------------- | ----------------------------------------------------------------------------- | ------------ | --------------- |
| Шендюх Іван Іванович | Сільський голова, 0719 року народження, освіта, безпартійний                  | 26.03.2006   | 31.10.2010      |
| Шендюх Іван Іванович | Сільський голова, 1965 року народження, освіта незакінчена вища, безпартійний | 31.10.2010   |                 |

Примітка: таблиця складена за даними джерела

## Населення
Згідно з переписом УРСР 1989 року чисельність наявного населення сільської ради становила 1789 осіб, з яких 849 чоловіків та 940 жінок.
За переписом населення України 2001 року в сільській раді мешкали 1043 особи. 100 % населення вказало своєю рідною мовою українську мову.